# Накамисэ-дори
Накамисэ-дори (яп. 仲見世通り) — торговая улица, ведущая к храму Сэнсо-дзи, расположенная в районе Асакуса в Токио. Это одна из старейших торговых улиц Токио — ещё в начале 18 века окрестным жителям было даровано разрешение торговать на подходах к храму.

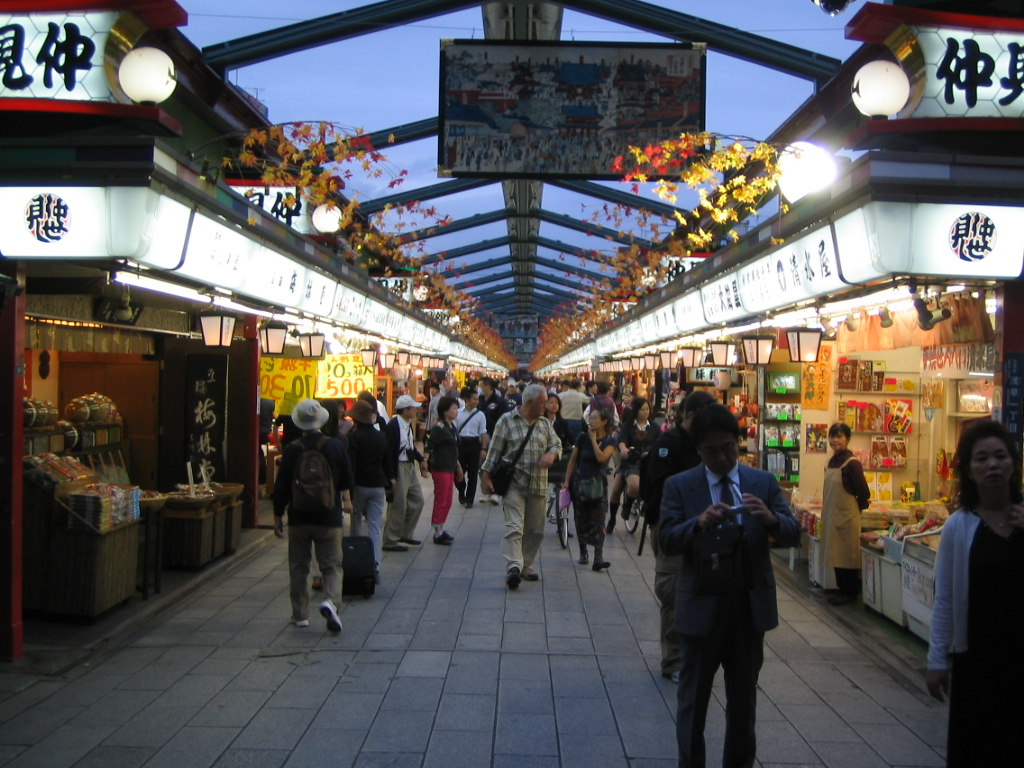
Накамисэ-дори вечером

Протяжённость улицы составляет приблизительно 250 метров, на ней расположены 89 магазинов: 54 магазина с восточной стороны и 35 — западной. Здесь торгуют сувенирами и традиционными сладостями, можно купить веер или кимоно, меч катана или палочки-хаси — выбор очень богат, а цены ниже, чем в магазинах.

## История
Когда сёгун Токугава Иэясу перенёс столицу сёгуната в Эдо (нынешний Токио), население этой местности стало быстро расти, и увеличился поток паломников к храму Сэнсо-дзи. В 1688—1735 годах окрестным жителям, которые принимали и обслуживали прибывающих в храм верующих, было даровано специальное разрешение, позволяющее торговать на улице, ведущей к храму. Это стало началом истории Накамисэ. В эпоху Эдо в окрестностях храма располагалось около 20 чайных домиков и множество магазинов, торговавших сладостями, закусками, сувенирами и игрушками.
Во времена реставрации Мэйдзи отношение к буддизму изменилось, и земли, принадлежащие храмам, были конфискованы правительством. Храм Сэнсо-дзи стал подконтролен правительству Токио, которое разбило на этой территории 5 парков и лишило прежних владельцев магазинов права торговать. В мае 1885 года всем торговцам было приказало съехать, а уже в декабре здесь были построены магазины из красного кирпича в европейском стиле. Так родилась Накамисэ эпохи Мэйдзи.
В 1923 году улица была разрушена Великим землетрясением Канто. Отстроенная в 1925 году, она была вновь уничтожена во время Второй мировой войны в 1945 году.
По Накамисэ-дори проходит процессия переносных платформ и микоси в день Сандзя-мацури.

## Галерея
|  |  |  |